# Hyundai Stargazer
Hyundai Stargazer — минивэн от южнокорейской фирмы Hyundai. Производится с 15 июля 2022 года.

## Описание
Первый прототип Hyundai Stargazer был произведён 15 июля 2022 года. 11 августа 2022 года автомобиль был представлен в Индонезии.
Отделки автомобиля — Active, Trend, Style и Prime.
Во Вьетнаме модель продаётся с 20 октября 2022 года. В Филиппины модель поставляется с 8 ноября 2022 года в отделках GL, GLS и GLS Premium.

## Галерея

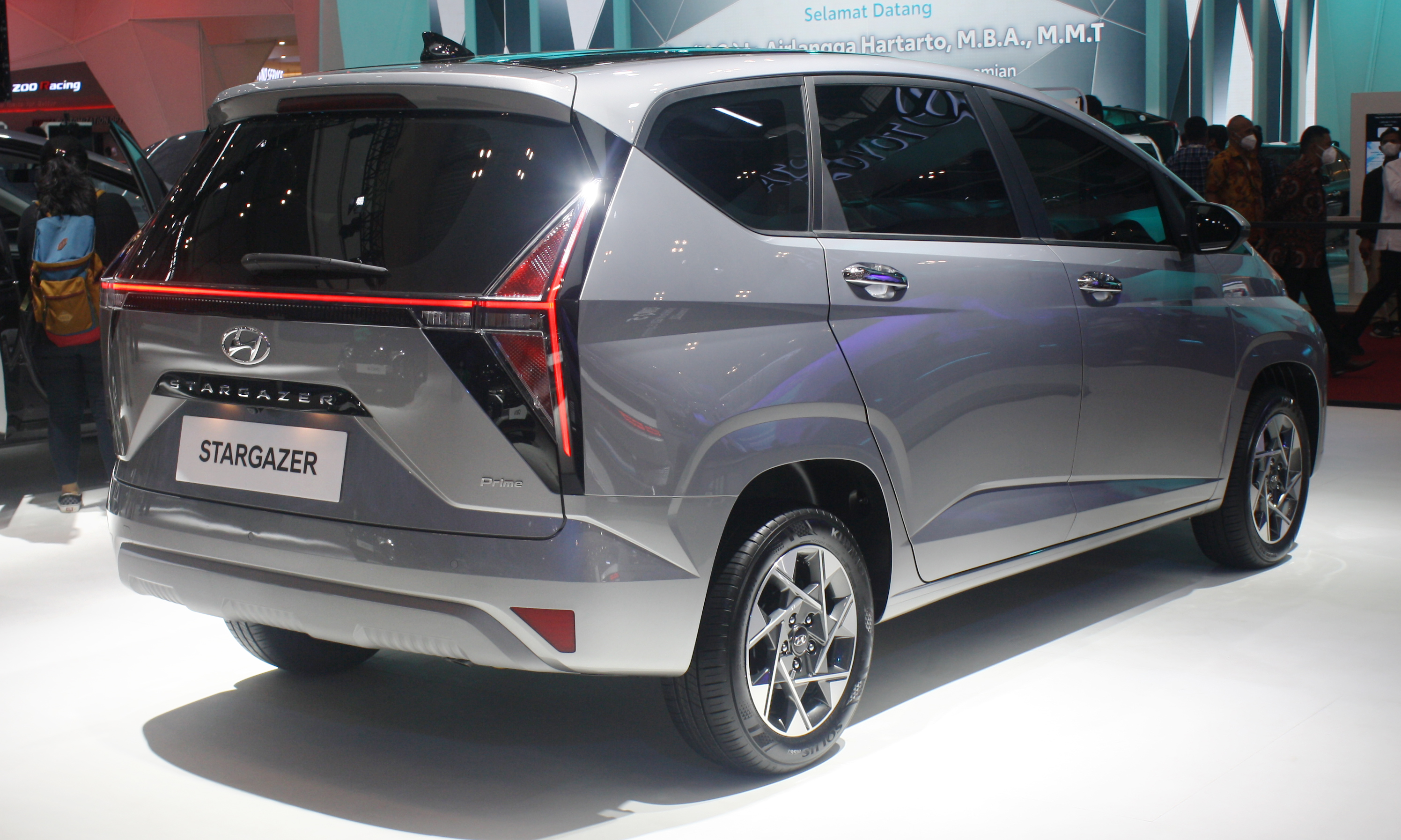
Hyundai Stargazer Prime
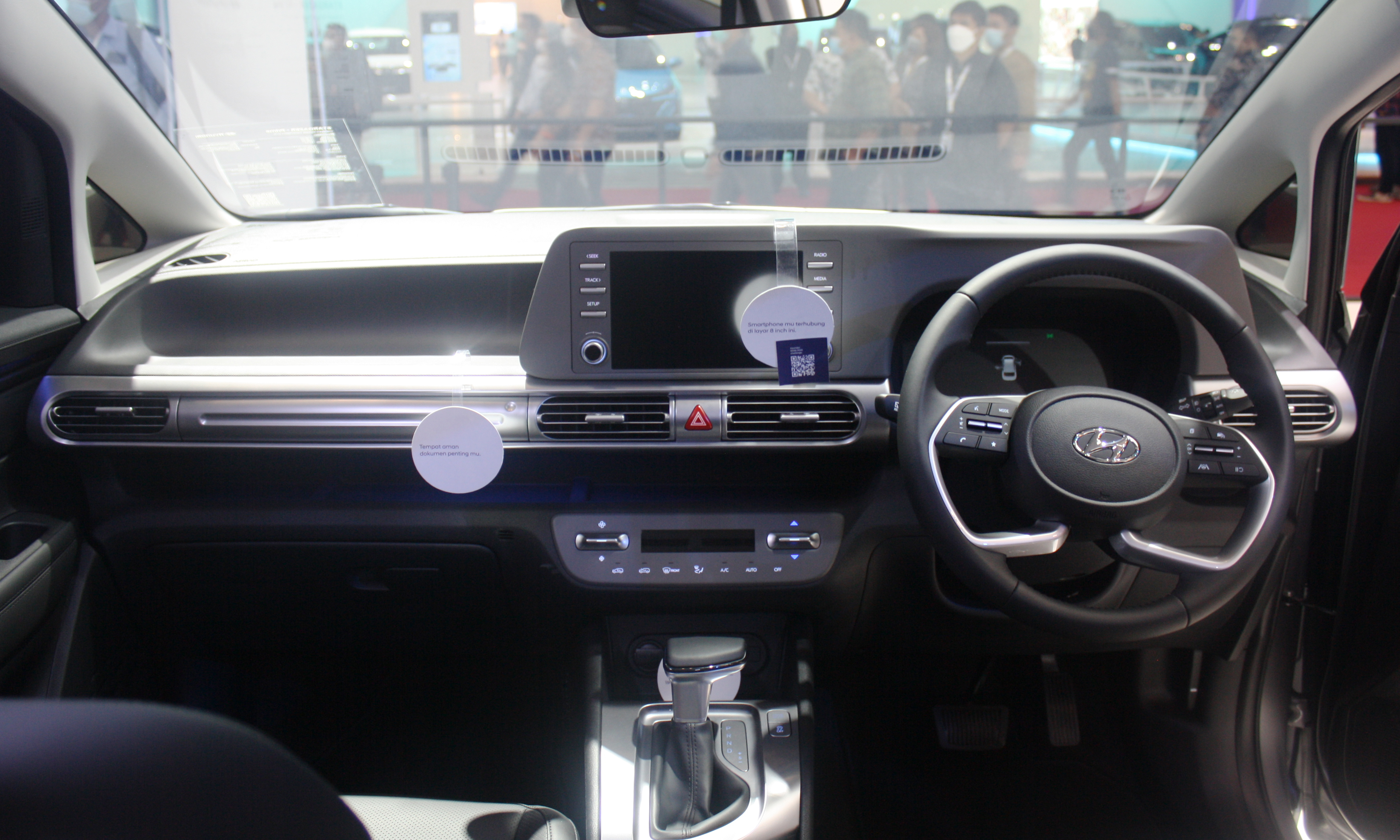
Место водителя